# Pandemia de COVID-19 en Quebec
La pandemia de COVID-19 se extendió por primera vez a la provincia canadiense de Quebec en febrero de 2020. El 12 de marzo se habían confirmado diecisiete casos y el mismo día se anunciaron restricciones a las reuniones públicas. El 15 de marzo, el gobierno impuso el cierre de varios lugares de entretenimiento y recreación, y el 23 de marzo, se ordenó el cierre de todos los negocios no esenciales. A finales de marzo, se habían confirmado más de cuatro mil quinientos casos en todas las regiones de la provincia. Quebec ha reportado el mayor número de casos de COVID-19 en Canadá, teniendo más infecciones que todo el resto de Canadá combinado.

## Cronología
La provincia de Quebec confirmó su primer caso de COVID-19 el 27 de febrero. La paciente era una mujer de 41 años que había regresado a Montreal desde Irán tres días antes en un vuelo desde Doha, Catar. Fue transferida al Hospital General Judío el 3 de marzo y fue dada de alta el 4 de marzo. Luego de su liberación, permaneció aislada en su casa en Verdun, Quebec. Hasta el 12 de marzo, 17 casos habían sido confirmados. El 13 de marzo, tras el anuncio de restricciones a las reuniones públicas por parte del primer ministro François Legault, comenzaron a surgir cancelaciones preventivas de eventos públicos e instalaciones en toda la provincia. El 14 de marzo, el Premier Legault declaró oficialmente una emergencia de salud pública, que duró al menos diez días. Esta medida le otorgó poderes bajo la Ley de Salud Pública para hacer cumplir las medidas de mitigación. Frustrada por la inacción del gobierno federal, se informó que la ciudad de Montreal enviaría empleados al Aeropuerto Internacional de Montreal-Trudeau para aconsejar a los viajeros que llegan de destinos internacionales que se aíslen por 14 días.
El 19 de marzo, la ministra de Salud y Servicios Sociales, Danielle McCann, suspendió las órdenes del Tribunal de Quebec que permitían a los niños bajo el director de Protección Juvenil (CDPDJ) mantener contacto físico con sus padres biológicos. El mismo día, se anunció que los residentes de Quebec en aislamiento o en cuarentena que no están cubiertos por ningún beneficio pueden solicitar $ 573 por semana de ayuda financiera por un máximo de 14 días. El gobierno también anunció que ampliaría el plazo de presentación del impuesto sobre la renta e inyectaría 2.500 millones de dólares a las empresas que sufren problemas de liquidez debido a la pandemia. También pidió a los ciudadanos de Quebec que no viajen entre regiones. La ciudad de Montreal anunció que ampliaría su fecha límite de impuestos y dio a conocer un fondo de emergencia de 5 millones de dólares para apoyar a las pequeñas y medianas empresas.
Las medidas de distanciamiento físico aumentaron la demanda de electricidad residencial en un 2,3% y disminuyeron la demanda comercial en un 3,1% del 13 al 19 de marzo, según un portavoz de Hydro-Québec.
Durante una reunión de gabinete el 20 de marzo, el gobierno extendió la orden de emergencia de salud en Quebec por al menos 10 días más.
El 7 de abril, Quebec lanzó un modelo que proyectaba que la provincia vería desde 1,263 hasta 8,860 muertes por COVID-19 para fin de mes, dependiendo de la curva epidémica.
El 24 de abril, el primer ministro Legault declaró que "fuera de las residencias para adultos mayores, las medidas de distanciamiento están funcionando", y anunció planes para revelar estrategias para eliminar las restricciones actuales de comercio de la provincia y reabrir escuelas. Señaló que la provincia tendría que asegurarse de que puedan "reiniciar la economía sin reiniciar la pandemia".